# Porsche Boxster
Porsche Boxster a Cayman jsou dvoumístné sportovní vozy s motorem uprostřed vyráběné a uváděné na trh německou automobilkou Porsche ve čtyřech generacích – jako dvoudveřový dvoumístný roadster (Boxster) a třídveřové dvoumístné fastback kupé. (Cayman).
První generace Boxsteru byla představena v roce 1996; Boxster a Cayman druhé generace dorazily koncem roku 2005; a třetí generace uvedená na trh v roce 2012. Od představení čtvrté generace v roce 2016 byly oba modely uváděny na trh jako Porsche 718 Boxster a Porsche 718 Cayman.
Typový štítek Boxster potažmo boxer, je odkaz na jeho plochý nebo boxer motor, a roadster, odkaz na styl karoserie. Štítek Cayman je alternativní hláskování kajmana, člena rodiny aligátorů.

## Popis

### Boxster
Porsche Boxster je dvoumístný roadster s motorem uprostřed. Bylo to první silniční vozidlo Porsche, které bylo původně navrženo podobně jako roadster 914. Boxster první generace (986) byl představen na konci roku 1996; byl poháněn 2,5litrovým plochým šestiválcem. Design byl silně ovlivněn konceptem Boxster z roku 1993. V roce 2000 byl základní model modernizován na motor o objemu 2,7 litru a byla představena nová varianta Boxster S s motorem o objemu 3,2 litru. V roce 2003 byl u obou variant modernizován styl a výkon motoru.
Výroba 986 začala v bývalém závodě 928 ve Stuttgartu v Německu v roce 1996. Valmet Automotive také vyráběl Boxstery na základě smlouvy s Porsche v závodě v Uusikaupunki ve Finsku. Boxster byl největším objemovým prodejcem Porsche od svého uvedení v roce 1996 až do představení sportovního užitkového vozu Cayenne v roce 2003. Od září 2012 začala další výroba Boxsteru v bývalé továrně Karmann v Osnabrücku.
V roce 2005 Porsche debutovalo druhou generací Boxsteru, typ 987, se silnějším motorem a designem inspirovaným Carrerou GT. Výkon motoru se zvýšil v roce 2007, kdy modely Boxster dostaly motory z variant Cayman. V roce 2009 dostaly modely Boxster několik nových kosmetických a mechanických vylepšení, které byli technicky vyspělejší a s vyšším výkonem motoru. Třetí generace Boxsteru (typ 981) byla představena na ženevském autosalonu v roce 2012.

### Cayman
Cayman, který byl poprvé uveden na trh v roce 2005 pro modelový rok 2006, je kupé odvozené z druhé a třetí generace roadsteru Boxster od Porsche, jehož první design navrhl Pinky Lai. Všechny Caymany do roku 2012 byly vyrobeny ve Finsku společností Valmet Automotive. Vzhledem k tomu, že Volkswagen převzal kontrolu nad Porsche AG, začala po roce 2012 výroba Caymanů a Boxsterů v bývalém závodě Karmann v německém Osnabrücku, v té době vlastněném Volkswagenem a používaném také pro výrobu kabrioletu Golf (Mk6) 2012.
Auto se nejmenuje po Kajmanských ostrovech. Auto i ostrovy jsou pojmenovány po kajmanovi, členovi rodiny aligátorů. Když Cayman dorazil do prodejců na prodej, automobilka adoptovala čtyři kajmany ve stuttgartské Wilhelma Zoo.
Porsche podalo v roce 2009 žalobu na porušení zákona proti Crocsovi, výrobci populárních gumových bot. Sporný byl název dřeváku obuvnické společnosti také nazývaný Cayman. Byl vydán soudní příkaz proti Crocs Europe, divizi obuvnické společnosti Longmont v Coloradu, která zabránila jejich použití v Německu pod názvem Cayman.

### 718
Porsche Boxster a Cayman, které byly představeny v roce 2016 pro modelový rok 2017, byly přejmenovány na Porsche 718 Boxster a Porsche 718 Cayman (interně nazývané 982), což oživilo historické označení 718 a zároveň přešlo z motorů s přirozeným sáním na ploché šestky s malým zdvihovým objemem. -čtyři přeplňované jednotky. Nový 718 Cayman byl také přemístěn se vstupní cenou nižší než u 718 Boxster, v souladu s vyšší cenou Porsche pro modely roadsterů.

## Generace

### První generace: Boxster (986) (1996-2004)
Design Granta Larsona, inspirovaný 356 Cabriolet, Speedster a 550 Spyder, podnítil obchodní obrat Porsche. Prostřednictvím konzultace s Toyotou. Porsche začalo široce sdílet díly mezi modely a snížilo náklady.V říjnu 1991, po návštěvě tokijského autosalonu, Porsche v zoufalé situaci začalo vymýšlet řešení, která by nahradila malé prodejní úspěchy 928 a zvýšilo úspěchy přicházející 968 (složitá modernizace 944). V únoru 1992 Porsche zahájilo vývoj nástupce 928 (mírně modernizované pro rok 1992) po nedávno uveřejněném 968. Do června 1992 byl ze 4 návrhů založených na duální spolupráci mezi designérskými týmy 986 a 996 (nástupce 993) návrh od Granta Larsona a Pinky Lai si vybral Harm Lagaay. V srpnu 1992 bylo rozhodnuto vyvinout koncept předváděcího vozu, na nadcházející severoamerický mezinárodní autosalon v roce 1993. Poté, co po představení konceptu Boxster v lednu 1993 sklidil široký ohlas u tisku a veřejnosti, byl finální sériový vnější design 986 od Larsona v březnu 1993 zmrazen. Do druhé poloviny roku 1993, kdy se však objevily potíže s montáží některých komponentů, což má za následek prodloužení kapoty a vyžadující další zmrazení designu do čtvrtého čtvrtletí tohoto roku. Prototypy v karoseriích 968 byly vyrobeny za účelem testování hnacího ústrojí 986 uprostřed do konce roku 1993, přičemž řádné prototypy se objevily v roce 1994. Pilotní výroba začala ve druhé polovině roku 1995, před sériovou výrobou v polovině roku 1996.
Boxster byl uveden dříve než typ 996. Typ 986 Boxster měl stejnou kapotu, přední blatníky, světlomety, interiér a architekturu motoru jako 996.
Všechny Boxstery 986 a 987 používají M96, vodou chlazený, vodorovně protilehlý („plochý“) šestiválcový motor. Byl to první vodou chlazený motor Porsche, který není vpředu. V Boxsteru je umístěn v uspořádání motoru uprostřed, zatímco v 911 bylo použito klasické uspořádání motoru vzadu. Uspořádání motoru uprostřed poskytuje nízké těžiště, téměř dokonalé rozložení hmotnosti a neutrální ovládání.
Motory M96 měly řadu poruch, jejichž výsledkem byly prasklé nebo volné vložky válců, které byly vyřešeny drobným přepracováním a lepší kontrolou procesu odlévání na konci roku 1999. Neúspěchem u těchto prvních motorů byla spousta porézních motorových bloků, např. výrobce měl potíže s procesem odlévání. Kromě toho, že to způsobilo problémy s chladicími a olejovými systémy, které mísí kapaliny, vedlo to také k rozhodnutí Porsche opravit vadné motory vyvrtáním litých objímek na válcích, kde byly zjištěny vady ve výrobě, a vložením nových objímek namísto sešrotování bloku motoru. Normálně jsou stěny válců odlévány současně se zbytkem motoru, což je důvodem pro přijetí technologie odlévání.
Drobného faceliftu se model dočkal v roce 2002. Plastové zadní okno bylo nahrazeno menším skleněným oknem. Interiér dostal přihrádku na rukavice, novou elektromechanickou kapotu a mechanismus uvolnění kufru (s elektronickým nouzovým odblokováním v panelu pojistkové skříňky) a modernizovaný volant. Porsche nainstalovalo přepracované výfukové potrubí a sání vzduchu. Blinkry předního světlometu byly navíc nahrazeny jasnými ukazateli. Zadní skupina světel byla také změněna s průsvitnými šedými směrovými světly, které nahradily ty oranžové. Boční obrysová světla na předních blatnících byla rovněž změněna z oranžové na čiré, s výjimkou vozů na americkém trhu, kde zůstala oranžová. Nárazníky byly také mírně změněny pro jasnější, neotřelý vzhled a k dispozici byly i nové designy kol.

### Druhá generace: Boxster/Cayman (987.1) (2005-2008) & (987.2) (2009-2012)
Druhá generace Boxsteru debutovala na pařížském autosalonu v roce 2004 s modelem (997) 911 a začala se prodávat v roce 2005.
Upravený styl zahrnoval upravené světlomety, větší boční sací otvory a zvětšené podběhy kol, které umožnily kola o průměru až 19 palců. Modernizace interiéru zahrnovaly výraznější kruhové téma pro sdružený přístroj a chladicí otvory. Základním motorem je 2,7litrový 176 kW (239 k; 236 k) plochý šestiválcový boxer, přičemž Boxster S dostane 3,2litrový motor o výkonu 206 kW (280 k; 276 k). Pro rok 2007 dostal základní Boxster přepracovaný motor s VarioCam Plus a motor Boxster S byl modernizován z 3,2 litru na 3,4 litru. Tyto upgrady učinily série Boxster a Cayman rovnoměrnými z hlediska výkonu. Typ 987 je poslední generací řady Boxster a Cayman s hydraulickým řízením.
Cayman S fastback kupé (987c) bylo poprvé představeno a začalo se prodávat koncem roku 2005. Základní Cayman následoval v červenci 2006.
Cayman i Boxster roadster druhé generace sdílejí platformu s motorem uprostřed a mnoho komponentů, včetně předních blatníků a víka zavazadlového prostoru, dveří, světlometů, zadních světel a přední části interiéru. Styling zahrnuje inspiraci z 356/1, 550 Coupé a 904 Coupé. Hatchback Cayman umožňuje přístup k zavazadlovým prostorům na horní a zadní straně krytu motoru. Konstrukce odpružení je v zásadě stejná jako u Boxsteru s přepracovaným nastavením díky tužšímu podvozku s pevnou střechou vozu.
Cayman S byl poháněn 3,4litrovým plochým šestiválcem spojeným s 6stupňovou manuální převodovkou, 2,7litrový motor s 5stupňovou převodovkou byl standardem pro základní model. Elektronicky řízený 5stupňový automat (Tiptronic) byl k dispozici také u S a základních modelů.
Modely Boxster a Boxster S prošly faceliftem v roce 2008. Změny zahrnovaly zvýšení zdvihového objemu motoru na 2,9 litru pro Boxster, začlenění přímého vstřikování paliva (DFI) pro Boxster S. Oba modely byly nyní standardně dodávány s novým 6- rychlostní manuální převodovka a byly k dispozici se 7stupňovou dvouspojkovou převodovkou Porsche Doppelkupplungsgetriebe (PDK). Kosmetické změny zahrnovaly nová přední a zadní světla, větší přední přívody vzduchu se zabudovanými světly pro denní svícení a pozměněnou spodní část zadní části lemovanou dvěma difuzory.
V únoru 2009 následoval facelift Porsche Cayman. Stejně jako u Boxsteru byl zdvihový objem motoru základního Cayman zvýšen na 2,9 litru, zatímco Cayman S získal přímé vstřikování. Oba Cayman a Cayman S si udržely 7 kW (10 PS; 9 k) výkonovou výhodu oproti jejich roadsterovému sourozenci, Boxsteru. Diferenciál s omezeným prokluzem byl nyní tovární volbou.
Cayman R byl uveden na trh v roce 2011 jako vrchol generace 987. Cayman R, založený na modelu Cayman S z roku 2009, dostal větší výkon a výrazné snížení hmotnosti o 55 kg díky lehkým kolům, lehkým dveřním a klikám 911 GT2, dveřím a karbonovým sedadlům, odstranění klimatizace, odkládacích přihrádek, zábavního systému a zadní stěrač. Cayman R byl vyroben v omezeném počtu a poté, co při uvedení na trh obdržel vynikající hodnocení výkonu a ovládání, se stal okamžitě kultovní klasikou. Cayman R vedl cestu k vytvoření Cayman GT4. Ikonické a žádané lehké označení „R“ Porsche vzniklo v roce 1967 legendárním 911 R a stalo se výrazným symbolem.

### Třetí generace: Boxster/Cayman (981) (2012-2016)
Boxster třetí generace (interně známý jako 981) byl oznámen 13. března 2012 na ženevském autosalonu s prodejem od začátku léta 2012. 981 Boxster odráží nový designový jazyk z modelů 911 (991) a 918 a nabízí nové a revidované specifikace motoru a převodovky. Spolu s novou karoserií má typ 981 Boxster nový, o 40 procent torzně tužší podvozek, přední rozchod je širší o 40 mm (1,6 palce), zadní o 18 mm (0,7 palce) a rozvor prodloužený o 60 mm. (2,4 palce), ale s malým snížením hmotnosti až o 35 kg (77 lb) ve srovnání s předchozím typem 987 Boxster.
Standardní Boxster byl vybaven novým 2,7litrovým plochým šestiválcovým motorem a Boxster S byl vybaven stávajícím 3,4litrovým motorem, ale s upraveným výkonem. Oba motory jsou vybaveny 6stupňovou manuální převodovkou a volitelnou 7stupňovou přepracovanou PDK. Manuální i automatické modely byly k dispozici s několika technickými možnostmi, včetně Porsche Torque Vectoring (PTV) a paketu Sport Chrono, který zahrnuje aktivní uchycení převodovky, díky čemuž je model vybavený PDK ještě rychlejší. Porsche tvrdilo, že Boxster nové generace poskytuje oproti odcházejícímu modelu úsporu paliva o 15 %.
Nabídka byla rozšířena v březnu 2014 přidáním derivátu GTS s mírně pozměněným předním a zadním nárazníkem a dodatečným výkonem 11 kW (15 k; 15 k) z 3,4litrového motoru.
Třetí generace Caymanu byla odhalena na ženevském autosalonu v roce 2012. Sériová verze 981 Cayman byla vydána jako model 2014 na jaře 2013. Nový vůz byl k dispozici jak ve standardní výbavě s motorem o objemu 2,7 litru, tak ve výbavě S s motorem o objemu 3,4 litru. Obě verze jsou k dispozici buď s 6stupňovou manuální nebo dvouspojkovou 7stupňovou převodovkou PDK.
Typ 981 Cayman nabízí vylepšení včetně nové karoserie, delšího rozvoru, širšího předního rozchodu, elektricky poháněného řízení a přepracovaného interiéru, který odpovídá současným modelům firmy 911.
Nový model získal uznání v motoristickém tisku jako jeden z nejlépe ovladatelných sportovních vozů za každou nominaci, a to díky uspořádání motoru uprostřed a jízdní dynamice. Cayman S těží ze stejného motoru a podvozku jako nejnovější 3,4litrová verze Porsche 911.

### Čtvrtá generace: 718 Boxster/Cayman (982) (2016–dosud)
S novou generací 982 bylo marketingové označení modelů Boxster a Cayman změněno na Porsche 718, což je projevem odkazu na závodní dědictví Porsche, které vyhrálo závod Targa Florio v letech 1959 a 1960. Protože 718 Cayman / Boxster ztratil dva válce, od atmosférického motoru s plochým šestiválcem po turbomotor s plochým čtyřválcem, název má evokovat závodní sérii, kterou vyhrál lehký vůz, který předčil vozy se silnějšími motory.
Časová osa vydání 718 začala v roce 2016, dostupnost prvního modelu je naplánována na červen. Základní modely 718 obsahovaly dva nové horizontálně protilehlé ploché 4 přeplňované motory o objemu 2,0 l a 2,5 l se zvýšeným točivým momentem a výkonem spolu s nižší spotřebou paliva. Turbodmychadlo modelu S využívá technologii Variable Turbine Geometry (VTG). Boxster S dokázal zrychlit z 0–97 km/h (0–60 mph) za 4,1 sekundy a Cayman S za 3,9 sekundy. V říjnu 2017 byly oznámeny modely GTS se svými 2,5litrovými motory upgradovanými na 272 kW (370 k; 365 k).
V roce 2020 byl vydán model GTS 4.0 Boxster i Cayman s novým motorem, mírně odladěnou verzí 4,0litrového atmosférického šestiválcového motoru typu boxer, který se nachází v GT4. Ve výbavě GTS 4.0 má motor výkon 294 kW (400 k; 394 k) a točivý moment 420 N⋅m (310 lb⋅ft), zatímco motor GT4 má 309 kW (420 k; 414 k). GTS se standardně dodává se šestistupňovou manuální převodovkou, sportovním podvozkem -20 mm s adaptivními tlumiči a mechanickým samosvorným diferenciálem.
Exteriér 718 Boxster and Cayman je velmi podobný třetí generaci, ve skutečnosti jde spíše o evoluci než předělání. Nejpozoruhodnější změny se týkají zadní části vozu, která má nyní vzadu dlouhou černou lištu spojující dvě zadní světla. Silně přepracované jsou také světlomety a nárazník. Na bocích byla přepracována zrcátka, která vycházela ze zrcátek SportDesign na GT3. Porsche také začalo nabízet další barevné varianty exteriéru včetně Miami Blue, Chalk a Graphite Blue Metallic.
Interiér zůstává velmi podobný modelu 981 Cayman / Boxster a generaci 991.2 Porsche 911. Hlavní změnou je nový informační a zábavní systém PCM 4.0, který nahrazuje PCM 3.1. Volant je vybaven přepínačem režimu, který zahrnuje výběr jízdních režimů Sports a Sports Plus, což má za následek rychlejší odezvu plynu na úkor úspory paliva. Celkově nejvýraznější designové prvky modelu 981 Cayman / Boxster zůstávají, včetně velkých otvorů pro nasávání vzduchu na boku a výrazného horizontálního hliníkového kusu používaného pro přidávání oleje a chladicí kapaliny do kufru.
Navzdory ztrátě dvou válců jsou 718 Cayman / Boxster mechanicky nadřazené modelu 981 [pochvalná zmínka potřebovaný]; akcelerace je rychlejší a řízení je vylepšeno podle Top Gear a Motor Trend. Navzdory názoru některých, že nový motor „zlevňuje zážitek“, byl 718 Cayman v roce 2017 vyhlášen 2. nejlepším vozem pro řidiče Motor Trend, což ocenilo ovladatelnost vozu a odezvu na plyn. Miguel Cortina při udělování ceny poznamenal: "Odpružení je přesně to, co chcete v autě jako toto cítit - tuhé, sportovní, tuhé. Získáte velmi dobrý pocit z toho, co se děje na silnici.
V roce 2021 Porsche odhalilo model 718 Cayman GT4 RS, první Cayman, kterému se dostalo ošetření RS, které je obvykle vyhrazeno pro modely 911. S atmosférickým šestiválcem 4.0 odvozeným z 911 GT3 poskytuje výkon 500 k (370 kW; 490 k; 500 k) a 450 N⋅m (330 lbf⋅ft), což mu umožňuje sprint z 0–100 km/h (0–62 mph) za pouhé 3,4 sekundy. Vytváří o 25 % větší přítlak než varianta GT4, a to díky upevnění na zadním křídle s labutím krkem. GT4 RS zajel na okruhu Nürburgring Nordschleife o 23 sekund rychleji než GT4.

## Motorsport

### Boxster
Boxster se zúčastnil třídy Continental Tire Sports Car Challenge Street Tuner. Závodní seriál Boxster Spec založený na 2,5litrových modelech z počátku let 1997–1999 organizuje National Auto Sport Association (NASA). Porsche Club of America má také třídu Spec Boxster a používá stejná pravidla jako NASA.
Ve Spojeném království se Boxsteři účastní mistrovství BRSCC Porsche, ve specifikaci Spec nebo Production a mistrovství klubu Porsche.

### Cayman
Jack Baldwin z týmu GTSport Racing propaguje Porsche Cayman S v soutěži Pirelli World Challenge. GTSport Racing je světově nejúspěšnějším Cayman programem, protože Baldwin ve své kampani Porsche Cayman S zaznamenal 8 vítězství a více než tucet umístění na stupních vítězů, včetně dvou umístění na druhém místě v šampionátu (2013, 2014) a jednoho třetího místa v šampionátu (2012).
Ernie Jakubowski vyhrál 10. závod závodu SCCA World Challenge 2010 na Virginia International Raceway ve třídě GTS.
Jednoznačkové klubové závodní šampionáty Kajmanského poháru se konají ve Francii a Itálii.
BGB Motorsports vstoupila do sezóny 2010 Continental Challenge na dva Caymany.
2013 Rolex 24 Hours of Daytona, Caymans se umístil na stupních vítězů ve třídě GX, kde se umístil na 1., 2. a 3. místě. Tato soutěž byla prvním vytrvalostním závodem platformy Cayman v USA, závod vyhrál vůz číslo 16 týmu Napleton Racing , kterou řídí David Donohue, Shane Lewis, Jim Norman a Nelson Canache. Bullet Racing skončil druhý a třetí místo obsadil BGB. Porsche tak získalo 75. vítězství ve třídě a titul značky s největším počtem vítězství v sérii.
PROsport Performance propagoval několik Caymanů PRO4 (dříve nazývaných Cayman SP) v evropské sérii GT4 a v roce 2016 vyhrál mistrovské tituly jezdců a týmů. PROsport Performance také vyhrál třídu C (GT4) na 12h Liqui Moly Bathurst 2017. Finální evoluce PROsport Performance Cayman PRO4 GT4 je založena na 981 Cayman S, vybaveném převodovkou PDK, přidanými bočními vzduchovými lopatkami 981 Cayman GT4 a spojenými s přední částí podvozku 991 Porsche GT3 Cup. Auto produkovalo přibližně 380 hp s 3,4l motorem. Tento vůz soutěžil jako další Porsche s 981 Cayman GT4 Clubsport ve třídě GT4 různých soutěží motoristického sportu.
Cayman GT4 Clubsport závodí od roku 2016 v evropské sérii GT4, British GT Championship třídy GT4, Dunlop Britcar Endurance Championship, italském šampionátu GT ve třídě Cayman, Cayman GT4 Trophy od Manthey Racing na Nürburgring Nordschleife v rámci vytrvalostního šampionátu VLN 24 hodin Nürburgring, Pirelli World Challenge třídy GTS, Continental Tire SportsCar Challenge třídy GS, 24H Series a od roku 2017 v FFSA GT Championship, Blancpain GT Series Asia Třída GT4 a Bathurst 12 hodin.
Pro sérii Trans-Am 2021 bylo od Kryptauri Racing přihlášeno upravené Porsche Cayman GT4 2016 s Robem Crockerem jako jezdcem. Tento upravený Cayman GT4 s 3,8litrovým motorem 911 Carrera GTS doplněným o vylepšení výkonového balíčku Porsche OEM X51 produkuje přibližně 400 koní na zadní kola. Byl postaven tak, aby soutěžil v kategorii Super GT společnosti Trans-Am.

## Ocenění
Boxster a Cayman získal řadu mezinárodních a regionálních ocenění:
- Autocar: Nejlepší roadster na světě, pětihvězdičkový vůz pro Boxster GT4 v roce 2016
- Auto Express: 2007 a 2006 Nejlepší jízdní a nejlepší sportovní auto, [cit ] Roadster roku 2012
- Automobile: All Stars Award devětkrát, včetně let 2007, 2010 a 2012
- Autoweek: Nejlepší show redaktorů autosalonu ve Frankfurtu 2005
- Auto a řidič: Na seznamu 10 nejlepších 23krát, od roku 1998 do roku 2003 a od roku 2006 do roku 2022.
- evo: Časopisem doporučený nákup v kategorii sportovních vozů od představení modelu. Zahrnuto v seznamech (bez pořadí) Nejlepší výkonné vozy 2014, Nejlepší sportovní vozy 2017. Vítěz evo Car of the Year 2015 (Cayman GT4).
- J.D. Power: Nejvyšší hodnocení v kompaktním prémiovém sportovním voze, studie počáteční kvality 2006, 2007, 2013, 2014, 2015 a studie automobilového výkonu, provedení a rozvržení 2013, 2014, 2015, 2016
- Motorový úřad – nejlepší auto pro rok 2014
- Motoristický trend: nejlepší řidičské auto roku 2009
- Časopis Playboy: Auto roku 2006
- Skotské auto roku: Nejlepší Drop Top 2012
- Jihoafrické auto roku: 2013, 2014
- Top Gear – sportovní auto roku 2016.
- Jaké auto?: Sportovní auto roku 2015
- Jaké auto?: Sportovní auto roku 2021 (pro 718 Cayman GTS 4.0).
- Jaké auto? udělil 718 Cayman ve své recenzi vozu pět hvězdiček z pěti.
- World Car of the Year: World Performance Car v letech 2006, 2013 a 2017.

## Mechanické problémy a soudní spor
Modely Boxster vyrobené mezi 4. květnem 2001 a 21. únorem 2005 měly poruchu motoru kvůli závadě na mezihřídelovém (IMS) ložisku, což vedlo k hromadné žalobě proti Porsche Cars North America (označované jako Eisen v. Porsche Cars North Amerika).[63] Vyrovnání bylo dohodnuto v březnu 2013 pod podmínkou schválení soudem.[64] Někteří říkají, že problémy se selháním ložisek IMS nejsou omezeny na modelové roky, na které se vztahuje dohoda, nebo na Boxster.
5. března 2019 Porsche svolalo 14 388 718 Caymanů a Boxsterů kvůli držáku zavazadlového prostoru, který by mohl v určitých případech kolize prorazit palivovou nádrž.[65]